# Јарослав Нетоличка
Јарослав Нетоличка (чеш. Jaroslav Netolička; Опава, 3. март 1954) је бивши чешки фудбалски голман, освајач је бронзане медаље на Европском првенству у фудбалу 1980. и златне медаље на Летњих олимпијских игара 1980. у Москви. По завршетку играчке каријере радио је као тренер. Његова супруга је Татјана Коцембова-Нетоличкова.

## Фудбалска каријера
За репрезентацију Чехословачке наступио је на 15 утакмица. Био је одлучујући играч у освајању бронзане медаље на Европском првенству 1980. када је одбранио девети пенал италијанском фудбалеру Фулвиу Коловатију у утакмици за треће место. Од 1973. до 1982. године играо је за ФК Дукла Праг, са којом је освојио три шампионске титуле (1977, 1979 и1982) и један Куп Чехословачке (1981). Такође је наступао и за ТЈ Витковице у чехословачкој лиги. Био је стартер на 152 првенствене утакмице. Одиграо је 6 утакмица за репрезентацију до 21 године, 2 утакмице за Б-репрезентацију и 1 утакмицу за олимпијски тим. Играо је на 6 утакмица у Купу европских шампиона, 4 утакмице у Куп победника купова и 2 утакмице у Купу УЕФА.

## Лигашки учинак
| Сезона                      | Утакмица | Голова | Минута | Нула | Клуб          |
| --------------------------- | -------- | ------ | ------ | ---- | ------------- |
| 1. лига 1973/74             | 1        | 0      | 7      | 0    | ФК Дукла Праг |
| 1. лига 1974/75             | 2        | 0      | 105    | 0    | ФК Дукла Праг |
| 1. лига 1975/76             | 2        | 0      | 180    | 0    | ФК Дукла Праг |
| 1. лига 1976/77             | 26       | 0      | 2 340  | 11   | ФК Дукла Праг |
| 1. лига 1977/78             | 28       | 0      | 2 520  | 9    | ФК Дукла Праг |
| 1. лига 1978/79             | 9        | 0      | 791    | 5    | ФК Дукла Праг |
| 1. лига 1979/80             | 21       | 0      | 1 890  | 8    | ФК Дукла Праг |
| 1. лига 1980/81             | 15       | 0      | 1 350  | 4    | ФК Дукла Праг |
| 1. лига 1981/82             | 11       | 0      | 904    | 3    | ФК Дукла Праг |
| 1. лига 1982/83             | 7        | 0      | 611    | 3    | ФК Дукла Праг |
| 1. лига 1982/83             | 13       | 0      | 1 170  | 1    | ТЈ Витковице  |
| 1. лига 1983/84             | 9        | 0      | 810    | 3    | ТЈ Витковице  |
| 1. лига 1984/85             | 16       | 0      | 1 440  | 3    | ТЈ Витковице  |
| УКУПНО 1. чехословачка лига | 160      | 0      | 14 118 | 50   |               |